# Scandals Futsal Club
Lo Scandals Futsal Club, conosciuto inizialmente anche come Scandals Bar, è una squadra di calcio a 5 maltese fondata nel 1999, che milita nel campionato maltese di calcio a 5.
Ha perso lo spareggio promozione nella stagione 2003/2004, venendo comunque ripescata l'anno successivo in prima divisione maltese, giungendo ultima nel Girone B e non partecipando poi al successivo campionato di prima divisione, rinunciandovi per la categoria inferiore. Tornato in prima divisione nella stagione 2006/2007, giunge ai playoff per il titolo ma nel mini-girone finale a quattro giunge ultima. 
Nella stagione successiva, con il primo campionato a girone unico con playoff in coda, dopo il terzo posto in stagione regolare, ai playoff batte entrambe le squadre che l'avevano preceduta in classifica, con un epilogo della manifestazione differito di circa un mese: a sette minuti dal termine della gara con l'European Pilot Academy, i tifosi di quest'ultima squadra hanno provocato un principio di incendio all'interno del palazzo dello sport sul punteggio di 6-4 per lo Scandals. La federazione maltese ha dichiarato successivamente lo Scandals campione di Malta per la prima volta, tramutando il 6-4 in 2-0 a tavolino. 

## Rosa 2008-2009
| N. |                   | Ruolo | Calciatore              |
| -- | ----------------- | ----- | ----------------------- |
| -  | Malta (bandiera)  | G     | Ismael Aboubakar Achami |
| -  | Serbia (bandiera) | G     | Željko Anicic           |
| -  | Malta (bandiera)  | G     | James Ciangura          |
| -  | Malta (bandiera)  | G     | John Cutajar            |
| -  | Malta (bandiera)  | G     | Chris Galea             |
| -  | Malta (bandiera)  | G     | Jeanbert Gatt           |
| -  | Malta (bandiera)  | G     | Benny Gialanze          |

| N. |                  | Ruolo | Calciatore         |
| -- | ---------------- | ----- | ------------------ |
| -  | Malta (bandiera) | G     | Kenneth Mayo       |
| -  | Malta (bandiera) | G     | Kevin Mifsud       |
| -  | Malta (bandiera) | G     | Nebojsa Mijailovic |
| -  | Malta (bandiera) | G     | Jovica Milijic     |
| -  | Malta (bandiera) | G     | Xavier Saliba      |
| -  | Malta (bandiera) | G     | Jonathan Sammut    |
| -  | Malta (bandiera) | G     | Ran Shalom         |

## Palmarès
- 1 Campionato maltese: 2008